# Sandro Ricardo Chagas Lima
Sandro Ricardo Chagas Lima (8 de julio de 1989, Brasil) es un futbolista Brasileño. Juega de delantero y su club actual es el Necaxa del Ascenso MX.

## Trayectoria
| Club                 | País   | Año       | Partidos | Goles |
| -------------------- | ------ | --------- | -------- | ----- |
| Vitória da Conquista | Brasil | 2009-2010 | 13       | 0     |
| Feirense             | Brasil | 2011      | 15       | 4     |
| Vitória da Conquista | Brasil | 2011-2013 | 43       | 7     |
| Necaxa               | México | 2013 -    | 4        | 0     |